# José Cláudio Ribeiro da Silva
José Claudio Ribeiro da Silva (ur. 22 stycznia 1957, zm. 24 maja 2011) – brazylijski rolnik i ekolog prowadzący kampanię przeciw rabunkowej eksploatacji Amazonii przez przemysł drzewny.
Wraz ze swoją żoną, Marią do Espírito Santo, dokumentowali przypadki łamania prawa przez firmy zajmujące się wyrębem drzewa oraz dostarczali raportów na ten temat do rządowego Instytutu Środowiska Naturalnego i Zasobów Naturalnych oraz Pastoralnej Komisji do spraw Ziemi (Comissao Pastoral da Terra), katolickiej organizacji pozarządowej.
Był gościem na konferencji TED w 2010 roku.
Przez swoją działalność byli wielokrotnie zastraszani, a ostatecznie zostali zastrzeleni podczas jazdy motocyklem na jednym z mostów w osadzie Praia Alta Piranheria. Ich pogrzeb zmienił się w wielotysięczną manifestację ruchów chłopskich i ekologicznych. Ich grób znajduje się na Cmentarzu Tęsknoty w Marabie.
Zabójstwo odbiło się szerokim echem w Brazylii i w zagranicznej prasie, czego konsekwencją było zarządzenie śledztwa federalnego przez ówczesną prezydent Brazylii, Dilmę Rousseff. Dochodzenie wykazało, że zleceniodawcą był Jose Rodrigues, rolnik któremu para przeszkodziła w nielegalnym przejęciu gruntów. Wykonawcami byli jego brat Lindonjonson Silva Rocha oraz Alberto Lopes do Nascimento.
W 2012 roku został wraz z żoną pośmiertnie nagrodzony przez Forum Leśne ONZ